# 松枝泰介
松枝泰介（1982年12月15日—），已退役日本足球運動員，司職中場。

## 球會生涯
松枝泰介在2001年加入明治大學。2005年，松枝泰介加入日職球隊千葉市原，但是在千葉市原期間，松枝泰介沒有為球隊出場。
2007年，松枝泰介加入日本足球聯賽球隊秋田藍閃電。在2007年到2013年期間，松枝泰介出場96次，取得19個入球。
2013年1月17日，西隆拉莊足球俱樂部宣布將給予松枝泰介兩星期試用期。雖然松枝泰介一開始並未正式加入西隆拉莊，但仍然在2013年1月20日為球隊在印度足球甲級聯賽上場，在第88分鐘攻入1球，最後幫助西隆拉莊以1-0擊敗佩蘭箭矢。
2013年2月2日，松枝泰介在第91分鐘時攻入1球，幫助球隊以2-1擊敗錫金聯，在西隆拉莊效力期間，松枝泰介出場31次，取得4個入球。
2014年，松枝泰介加入孟買FC參加2014-15年賽季的印度足球甲級聯賽。2016年，松枝泰介在個人臉書上宣布將於年底退役，退休後在千葉縣一家保險公司工作。不過在2018年後，松枝泰介重返現役，效力於神奈川縣成人足球聯賽的品川CC橫濱。
由於山內隆夫於2019年8月17日辭職品川CC橫濱總教練，球團決定指派松枝泰介為新的總教練。

## 外部連結
- Soccerway資料庫：松枝泰介 （英文）